# 하의국민학교 장재도분실
하의국민학교 장재도분실은 대한민국 전라남도 신안군에 있었던 초등학교다.

## 학교 연혁
- 일자미상 하의국민학교 장재도분실 개설 인가
- 1972년 1월 1일 장재도분실 개설
- 1972년 1월 1일 도서벽지학교 '갑'급 지정
- 1986년 1월 1일 도서벽지학교 '가'급 조정
- 1991년 4월 30일 폐실 및 하의국민학교 통폐합